# 臺灣勸業共進會

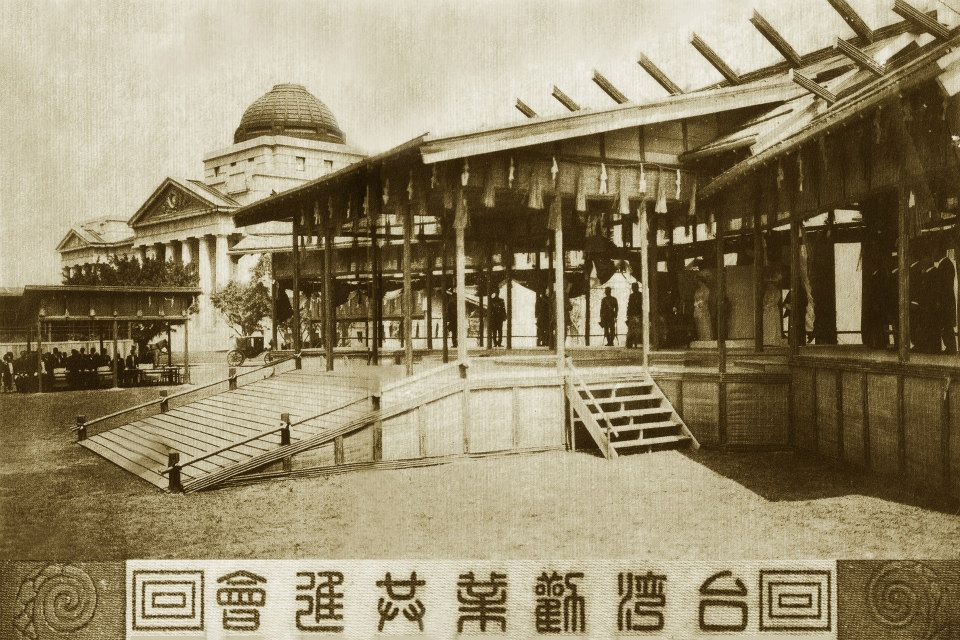
勸業共進會慶典儀式，於臺灣總督府博物館(今國立臺灣博物館)

臺灣勸業共進會是1916年開始臺灣總督府在台灣台北市舉辦的大型展覽活動，展品來自臺灣、朝鮮、日本內地以及中國、香港。該展覽是以慶祝始政二十週年為名，提倡、獎勵實業，展示大日本帝國的豐富物產，鞏固日本統治政策。

## 源起
1915年，安東貞美就任臺灣總督，當時日本人普遍認為台灣是蠻荒之地，因此他希望藉由開辦共進會，引誘本土日本人來台觀光，促進日本人移民台灣。1915年7月8日，總督府召開了共進會準備評議員會，共商相關規則。7月21日，總督府公佈了共進會官制。總督府還說明了舉辦共進會的目的：一是公示台灣產業及經濟事業於中外；二是欲使台灣人周知帝國本土及殖民地產業狀況；三是欲使內地人及本島人研究南支那及南洋各方面產業及經濟事情；四是欲使南支那及南洋各方面人士觀覽台灣及帝國本土並各殖民地產業經濟事情。

## 場址

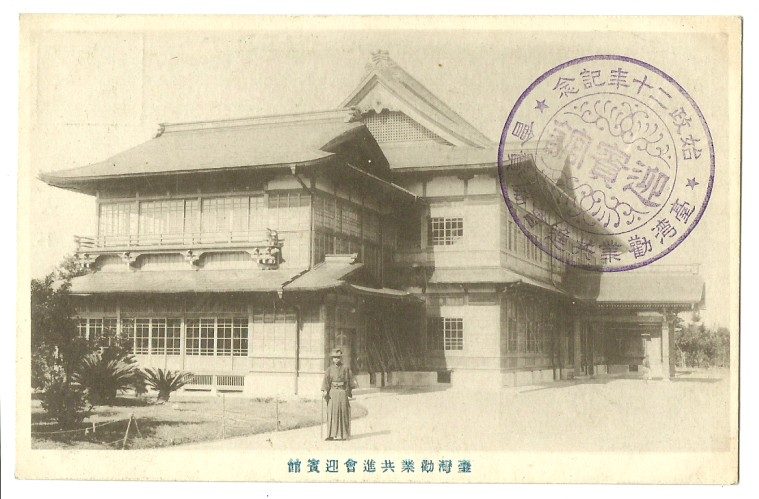
1916年勸業共進會植物園場址，日式建築於戰後沿用作為國立歷史博物館址

- 臺灣總督府(今總統府)
- 臺北新公園博物館(今國立臺灣博物館)
- 臺北植物園物產陳列所(國立歷史博物館原址)

## 外部連結
- 臺灣勸業共進會出品人規程 （页面存档备份，存于）, 臺灣總督府報, 數位典藏與數位學習國家型科技計畫 Taiwan e-Learning & Digital Archives Program